# Vorst (heerser)
Vorst, vrouwelijk vorstin, is de algemene aanduiding voor een monarch. De term stamt van het Middelnederlandse vorste (voorste, eerste), een vertaling van het Latijnse princeps, waarvan prins is afgeleid.
In engere zin is de vorst het staatshoofd van een vorstendom (als zodanig met name in de Romaanse landen ook prins genoemd), in rang tussen hertog en graaf. In de Duitse landen was Fürst ook een adellijke titel, waarvoor in het Nederlands geen vertaling is.
Er zijn nog twee algemeen erkende soevereine vorsten: de vorst van Liechtenstein (Hans Adam II) en de vorst (prins) van Monaco (Albert II). Andorra wordt geregeerd door twee co-vorsten: de bisschop van Urgell en de president van Frankrijk.
Van 1813 tot 1815 was Willem I der Nederlanden "soeverein vorst" van het Soeverein Vorstendom der Verenigde Nederlanden.
baljuw · baron · dictator · doge · emir · farao · graaf · groothertog · grootvizier · grootvorst · heer · hertog · jonker · kalief · kan · keizer · koning · landgraaf · landsheer · landvoogd · maharadja · markies · monarch · paltsgraaf · paus · president · prins-bisschop · regent · sjah · sjeik · staatshoofd · sultan · tenno · tsaar · vizier · vorst · vorst-aartsbisschop